# Championnat de Belgique de football de deuxième division 1953-1954
Navigation
saison précédente saison suivante

Le Championnat de Belgique de football de deuxième division 1953-1954 est la 37e édition du championnat de deuxième niveau national du football en Belgique. À cette époque, en Belgique francophone, cette division est familièrement appelée « Division 2 » ou tout simplement « D2 ».
Au terme du championnat, les deux premiers sont promus en Division 1, tandis que les deux derniers classés sont relégués en Division 3.

## Clubs participants 1953-1954
Seize clubs prennent part à cette édition, soit le même nombre que lors de la compétition précédente.
Les matricules renseignés en gras existent encore lors de la saison « 2012-2013 ».
| #  | Nom                                          | Mat. | Ville         | Stades             | En D2 depuis  | Total en D2 | S. précédente      |
| -- | -------------------------------------------- | ---- | ------------- | ------------------ | ------------- | ----------- | ------------------ |
| 1  | Royal Racing Club de Gand                    | 11   | Gand          | E. Hiel            | 1953-54 (1re) | 9 s         | Div 1 15e          |
| 2  | Koninklijke Beeringen Football Club          | 522  | Beringen      | Mijnstadion        | 1953-54 (1re) | 7 s         | Div. 1 16e         |
| 3  | Royal Football Club Brugeois                 | 3    | Bruges        | De Klokke          | 1951-52 (3e)  | 12 s        | 8e                 |
| 4  | Royal Racing Club de Bruxelles               | 6    | W.-Boitsfort  | des Trois Tilleuls | 1952-53 (2e)  | 11 s        | 9e                 |
| 5  | Royal Club Sportif Verviétois                | 8    | Verviers      | du Panorama        | 1948-49 (6e)  | 19 s        | 13e                |
| 6  | Koninklijke Kortrijk Sports                  | 19   | Courtrai      | Guldensporen       | 1943-44 (10e) | 19 s        | 10e                |
| 7  | Royale Union Sportive Tournaisienne          | 26   | Tournai       | G. Horlait         | 1952-53 (2e)  | 11 s        | 14e                |
| 8  | Royal White Star Athletic Club               | 47   | Wol.-St-L.    | rue Kelle          | 1947-48 (7e)  | 17 s        | 3e                 |
| 9  | Athletische Sportvereniging Oostende Kon. M. | 53   | Ostende       | Albertpark         | 1949-50 (5e)  | 21 s        | 4e                 |
| 10 | Koninklijke Boom Football Club               | 58   | Boom          | Velodromestr.      | 1949-50 (5e)  | 19 s        | 12e                |
| 11 | Royal Racing Club Tirlemont                  | 132  | Tirlemont     | Bergé              | 1938-39 (13e) | 19 s        | 5e                 |
| 12 | Koninklijke Sint-Niklaasse Sportkring        | 221  | St-Nicolas/W. | Puyenbeke          | 1947-48 (7e)  | 9 s         | 11e                |
| 13 | Koninklijke Sint-Truidense Voetbalvereniging | 373  | Saint-Trond   | Stayenveld         | 1948-49 (6e)  | 6 s         | 6e                 |
| 14 | Kon. Waterschei Sportvereniging THOR         | 553  | Waterschei    | A. Dumont          | 1951-52 (3e)  | 11 s        | 7e                 |
| 15 | Royal Uccle Sport                            | 15   | Uccle         | Ch. de Neerstalle  | 1953-54 (1re) | 31 s        | 1re Div. 3 Série B |
| 16 | Koninkjlijke Tubantia Football Club          | 64   | Borgerhout    | Rivierenhof        | 1953-54 (1re) | 17 s        | 1re Div. 3 Série A |

- Waterschei, THOR = Tot Herstel Onze Rechten, jusqu'à rétablissement de nos Droits.

### Localisations
| \| Tubantia AS Oostende FC Brugeois Courtrai RC Gand St-Nicolas Boom White Star Racing CB Uccle Tournai Tirlemont Beringen Waterschei St-Trond Verviers \| Localisation des clubs engagés en Division 2 1953-1954 |
| Tubantia AS Oostende FC Brugeois Courtrai RC Gand St-Nicolas Boom White Star Racing CB Uccle Tournai Tirlemont Beringen Waterschei St-Trond Verviers                                                              |

## Classements
- Le nom des clubs est celui employé à l'époque

Légende
- Champion et promu en Division 1 la saison suivante
- Promu en Division 1 la saison suivante
- clubs relégués en Division 3 la saison suivante

Abréviations
 : Relégué de Division 1
 : Promu de Division 3

### Classement final
| Rang | Équipe                | Pts | J  | G  | N  | P  | Bp | Bc | Diff |
| ---- | --------------------- | --- | -- | -- | -- | -- | -- | -- | ---- |
| 1    | K. WATERSCHEI SV THOR | 44  | 30 | 19 | 6  | 5  | 66 | 32 | +34  |
| 2    | R. Racing CB          | 39  | 30 | 14 | 11 | 5  | 45 | 30 | +15  |
| 3    | K. St-Truidense VV    | 35  | 30 | 14 | 7  | 9  | 63 | 51 | +12  |
| 4    | R. Uccle Sport        | 34  | 30 | 12 | 10 | 8  | 55 | 39 | +16  |
| 5    | R. White Star AC      | 32  | 30 | 13 | 6  | 11 | 45 | 42 | +3   |
| 6    | R. RC de Gand         | 31  | 30 | 13 | 5  | 12 | 55 | 52 | +3   |
| 7    | K. Beeringen FC       | 30  | 30 | 10 | 10 | 10 | 31 | 28 | +3   |
| 8    | R. RC Tirlemont       | 30  | 30 | 11 | 8  | 11 | 44 | 48 | -4   |
| 9    | K. Kortrijk Sport     | 29  | 30 | 9  | 11 | 10 | 42 | 48 | -6   |
| 10   | AS Oostende KM        | 29  | 30 | 10 | 9  | 11 | 38 | 44 | -6   |
| 11   | K. Boom FC            | 29  | 30 | 11 | 7  | 12 | 39 | 46 | -7   |
| 12   | R. FC Brugeois        | 29  | 30 | 12 | 5  | 13 | 51 | 40 | +11  |
| 13   | K. Sint-Niklaasse SK  | 29  | 30 | 12 | 5  | 13 | 62 | 50 | +12  |
| 14   | R. CS Verviétois      | 24  | 30 | 9  | 6  | 15 | 29 | 37 | -8   |
| 15   | R. US Tournaisienne   | 19  | 30 | 4  | 11 | 15 | 35 | 76 | -41  |
| 16   | K. Tubantia FC        | 17  | 30 | 3  | 11 | 16 | 27 | 64 | -37  |

### Meilleur buteur
Alexis De Block (K. St-Niklaasse SK), 25 buts

## Récapitulatif de la saison
- Champion: Waterschei SV THOR (1er titre de D2)
  - 2e promu: R. Racing CB

- Troisième titre de D2 pour la Province de Limbourg

| Région flamande (10)            | Région flamande (10) | Province de Brabant (4)      | Province de Brabant (4) | Région wallonne (2)    | Région wallonne (2) |
| ------------------------------- | -------------------- | ---------------------------- | ----------------------- | ---------------------- | ------------------- |
| Province d'Anvers               | 2                    | Région de Bruxelles-Capitale | 3                       | Province de Hainaut    | 1                   |
| Province de Flandre-Occidentale | 3                    | Province du Brabant flamand  | 1                       | Province de Liège      | 1                   |
| Province de Flandre-Orientale   | 2                    | Province du Brabant wallon   | 0                       | Province de Luxembourg | 0                   |
| Province de Limbourg            | 3                    |                              |                         | Province de Namur      | 0                   |

1. ↑  Au niveau footballistique, la province de Brabant est toujours unitaire malgré sa partition territoriale en 1995.

### Admission et relégation
THOR Waterschei et le Racing de Bruxelles montent en Division 1, où ils remplacent le Daring CB et un des deux promus de la saison précédente : le Lyra. Waterschei est le 47e club différent (le 2e Limbourgeois) à accéder à la plus haute division belge.

Tubantia qui venait de monter et l'US Tournai descendent en Division 3. Jusqu'à 2012, ces deux clubs ne parviendront plus jamais à remonter au 2e niveau national.
Du 3e niveau, sont promus le FC Izegem et le SRU Verviers. Ce dernier réussit une 3e montée consécutive depuis 1952.

### Débuts au deuxième niveau national
Aucun ne joue pour la première fois au 2e niveau national du football belge.